# 한스 슘
한스 요제프 슘(독일어: Hans Josef Schumm, 1896년 4월 2일 ~ 1990년 2월 2일)은 독일의 연극 배우, 영화배우, 텔레비전 배우이다.
슈투트가르트에서 태어났으며 로스앤젤레스에서 사망하였다. 요제프 슘(Joseph Schumm) 또는 안드레아 폴라(André Pola) 등의 예명도 썼다.

## 영화
- 보리수 (1956년)
- 딕 트레이시 - 1950년 시리즈 (1950년)
- 골든 이어링 (1947년)
- 디자이어 미 (1947년) - 게르만 보이스 역
- 크로크 앤 대거 (1946년)
- 래시의 아들 (1945년)
- 업 인 암스 (1944년)
- 데이 갓 위 컨버드 (1943년)
- 독수리는 다시 난다 (1941년)
- 이스케이프 (1940년)
- 나치 스파이의 고백 (1939년)